# John Hoeven
John Henry Hoeven III, né le 13 mars 1957 à Bismarck (Dakota du Nord), est un homme politique américain, membre du Parti républicain et sénateur des États-Unis pour le Dakota du Nord depuis 2011. Il est auparavant gouverneur du Dakota du Nord de 2000 à 2010.

## Biographie

### Gouverneur du Dakota du Nord
Banquier de profession né dans une famille d'origine néerlandaise, John Hoeven n'a aucune expérience politique quand il est élu gouverneur du Dakota du Nord en novembre 2000, battant, avec 55 % des suffrages contre 45 %, la candidate du Parti démocrate et future sénatrice fédérale Heidi Heitkamp.
Hoeven est largement réélu pour un nouveau mandat de quatre ans lors des élections de 2004, avec 71,3 % des voix contre 27,4 % au démocrate Joe Satrom. En décembre 2005, Hoeven est le deuxième gouverneur le plus apprécié des États-Unis, avec un taux de popularité de 76 %. Il est réélu pour un troisième mandat pendant les élections de 2008 avec 74,4 % des voix contre 23,5 % au démocrate Tim Mathern.

### Sénat des États-Unis
Lors des élections de 2010, il est élu au Sénat des États-Unis avec 76,1 % des voix contre 22,2 % au démocrate Tracy Potter. Il démissionne de ses fonctions de gouverneur le 7 décembre 2010, remplacé par son lieutenant-gouverneur Jack Dalrymple, et prend ses fonctions au Sénat le 5 janvier 2011.
Par ses prises de position au Congrès, Hoeven est considéré comme un républicain modéré. Il est réélu pour un deuxième mandat au Sénat lors des élections de 2016, battant le démocrate Eliot Glassheim avec 78,5 % des voix contre 17 % à ce dernier. Le 8 novembre 2022, il décroche un troisième mandat en obtenant 56,4 % des voix.